# Said Dowara
Said Dowara es un deportista egipcio que compitió en atletismo adaptado. Ganó una medalla de oro en los Juegos Paralímpicos de Toronto 1976 en la prueba de 1500 m (clase E).

## Palmarés internacional
| Juegos Paralímpicos | Juegos Paralímpicos | Juegos Paralímpicos | Juegos Paralímpicos |
| Año                 | Lugar               | Medalla             | Prueba              |
| ------------------- | ------------------- | ------------------- | ------------------- |
| 1976                | Toronto (Canadá)    | Medalla de oro      | 1500 m E            |